# Abergement-le-Petit
Abergement-le-Petit è un comune francese di 41 abitanti situato nel dipartimento del Giura nella regione della Borgogna-Franca Contea.

## Società

### Evoluzione demografica
Abitanti censiti